# Franjo Klein
Pour les articles homonymes, voir Klein.
Franjo Klein, né en 1828 à Vienne et mort en 1889 à Zagreb, est un architecte croate.

## Biographie
Il est l'un des principaux architectes croates du début du style de l'historicisme et de la ville de Zagreb dans les années 1860 et 1870.

## Galerie photographique

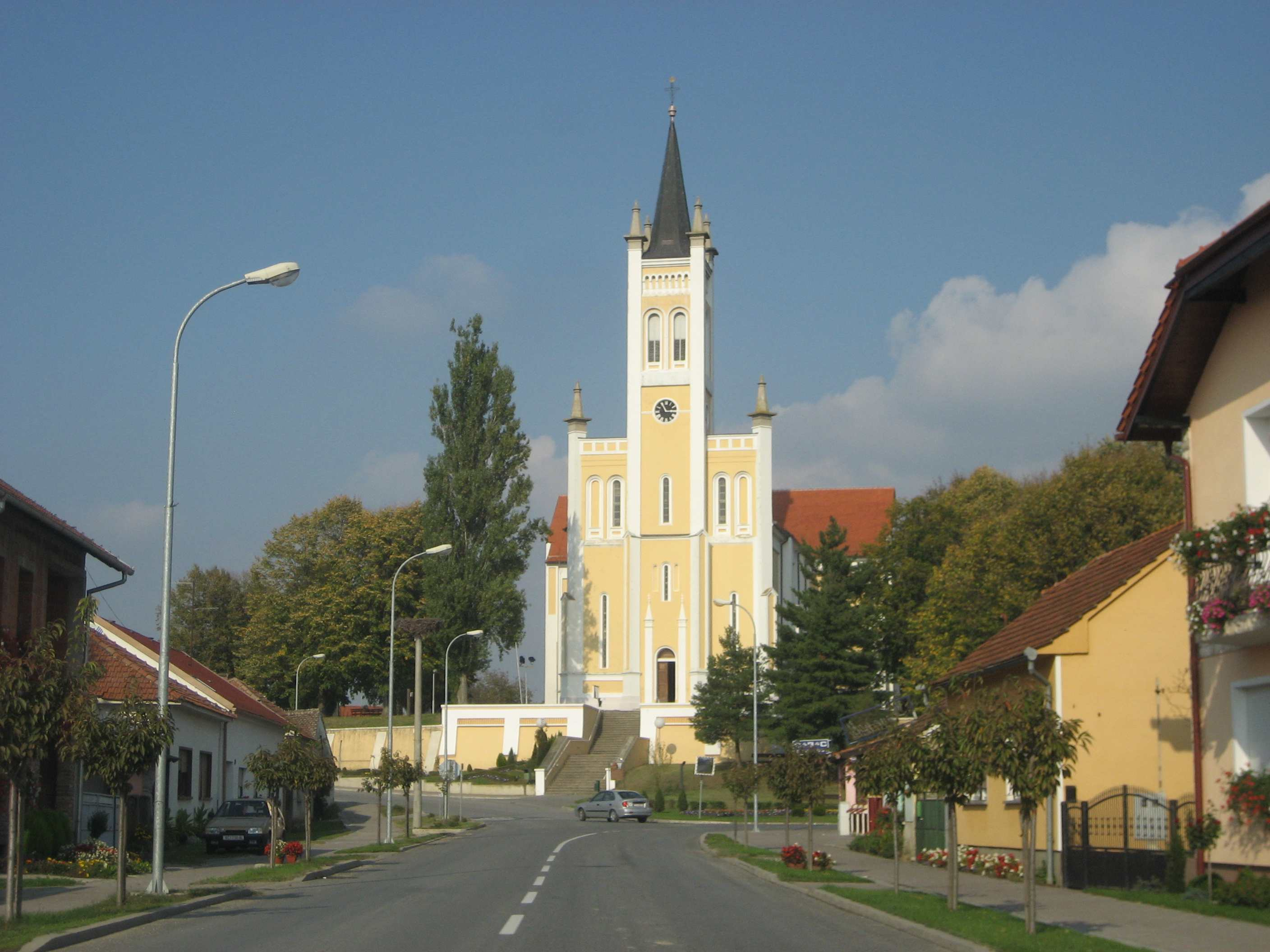
Église de Molve.
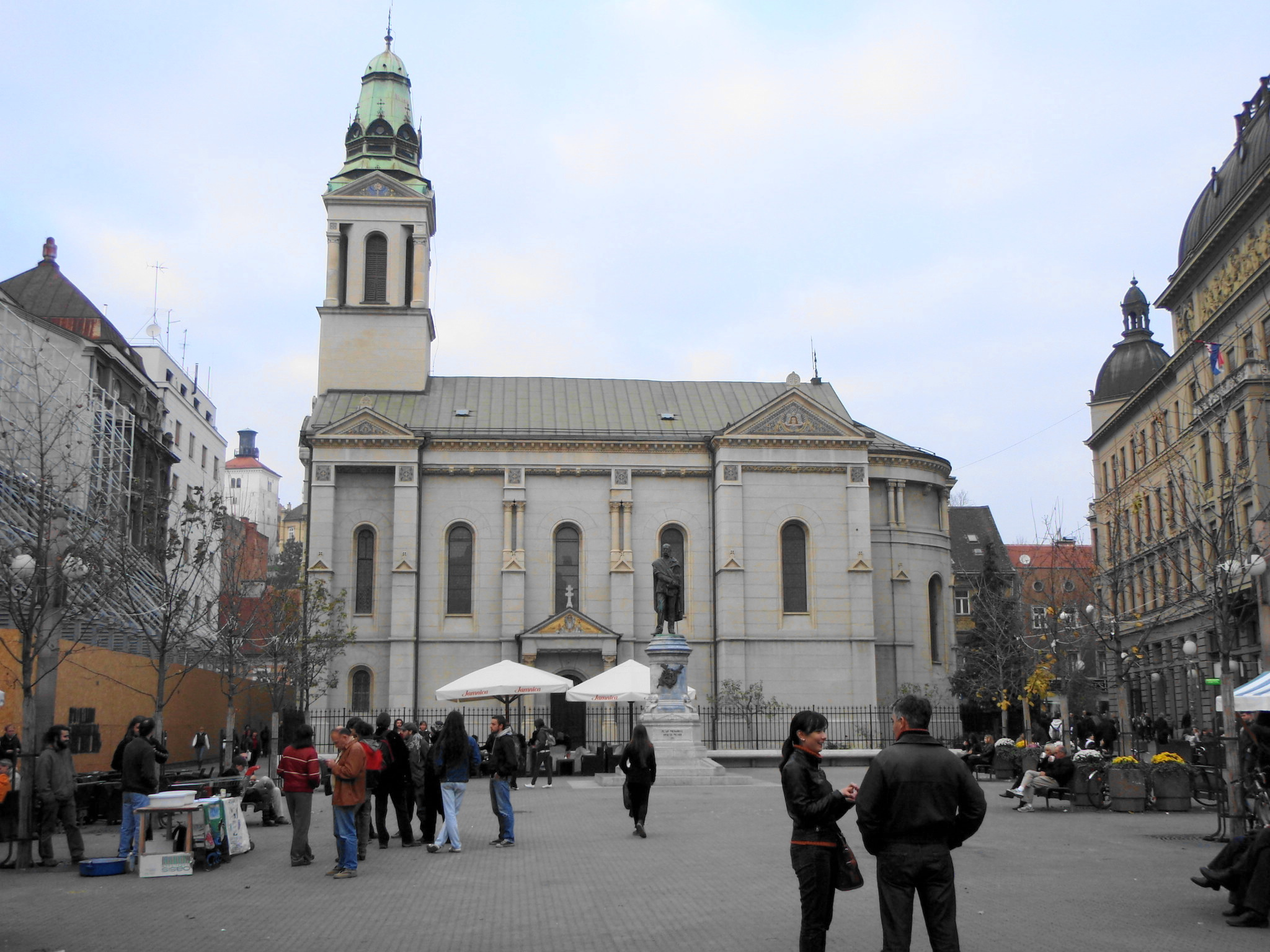
Cathédrale orthodoxe serbe de Zagreb.
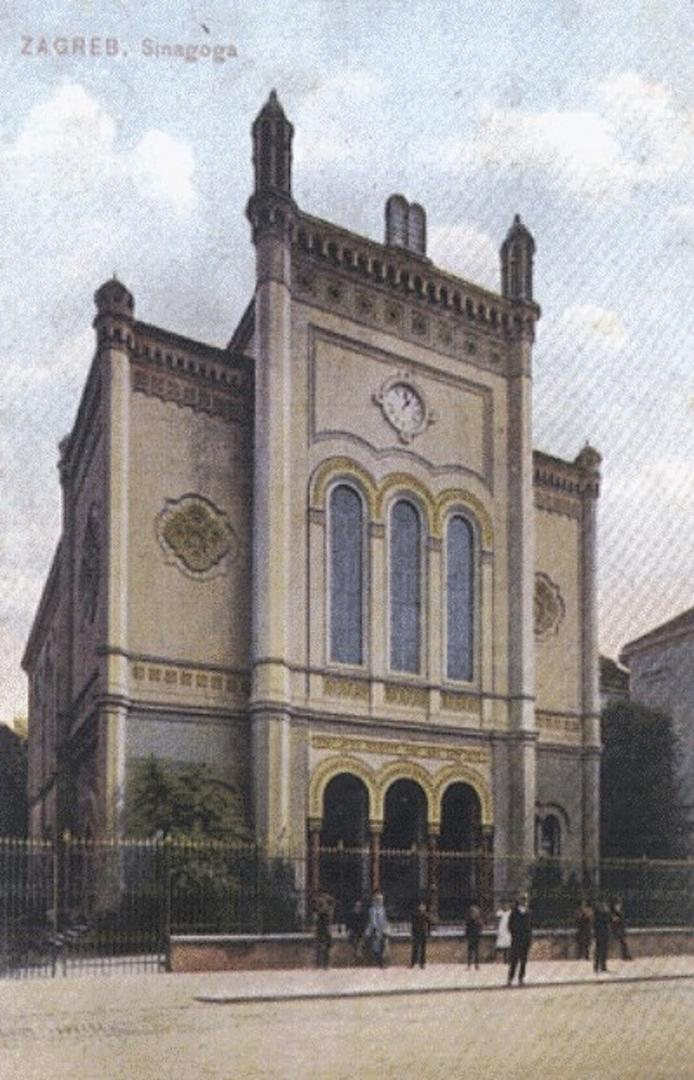
Synagogue de Zagreb.
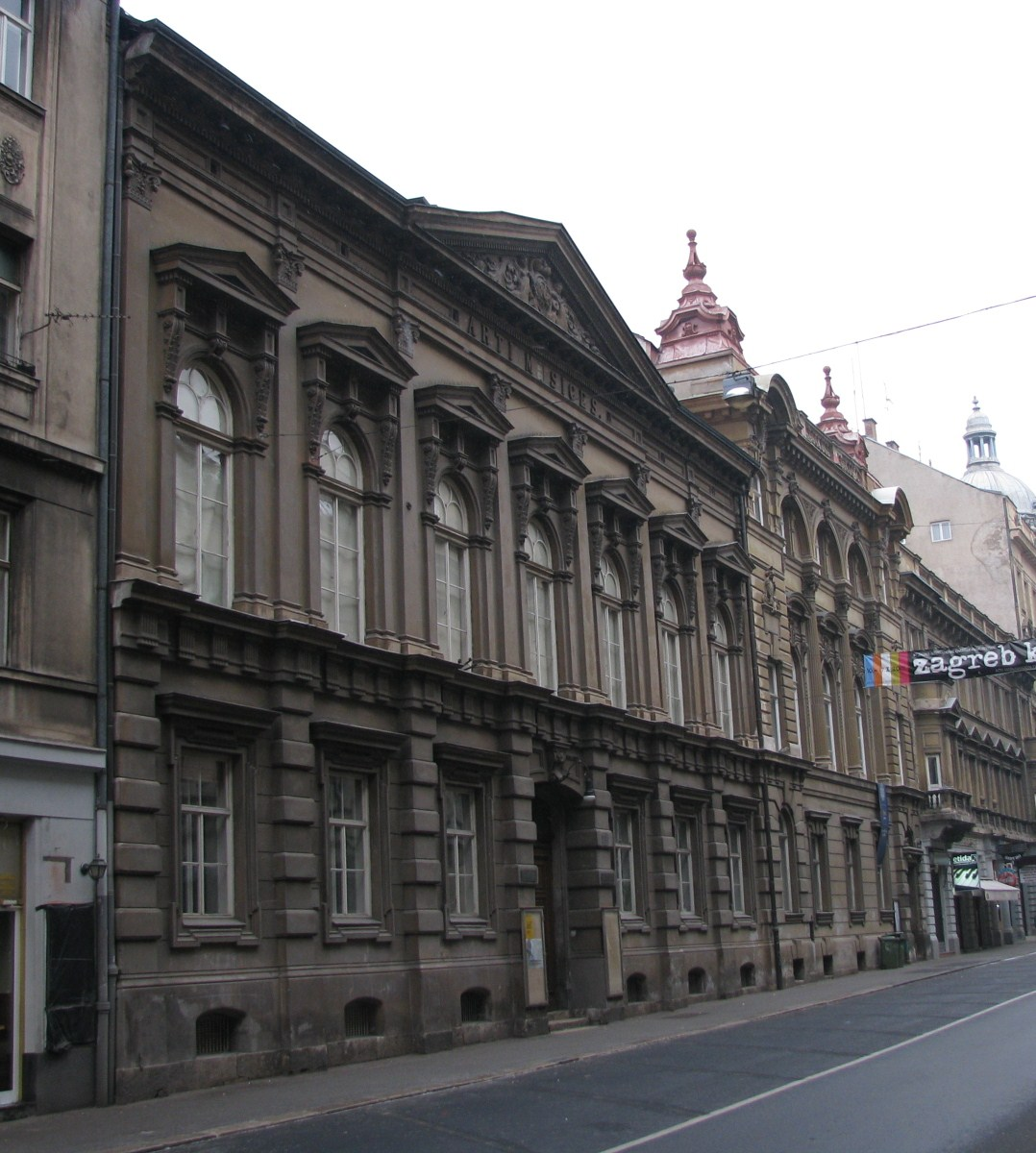
Institut croate de musique.